# Phyllomacromia pseudafricana
Phyllomacromia pseudafricana é uma espécie de libelinha da família Corduliidae.
Pode ser encontrada nos seguintes países: Benin, Costa do Marfim, Gana, Nigéria e Uganda.
Os seus habitats naturais são: florestas subtropicais ou tropicais húmidas de baixa altitude e rios.